# Orrin Tucker
Orrin Tucker, geboren als Robert Orrin Tucker (17 februari 1911 - 9 april 2011) was een Amerikaans muzikant en bigbandleider.

## Biografie
Tucker werd geboren in St. Louis (Missouri). In 1933 vormde hij een big band. De band nam een 70-tal platen op en verkocht meer dan een miljoen exemplaren. Zijn bekendste hit was de versie uit 1939 van Oh Johnny, Oh Johnny, Oh! gezongen door Wee Bonnie Baker. Tucker bleef actief in de big band tot in de jaren 90. 
Hij overleed op 100-jarige leeftijd in 2011.
- Bibliothèque nationale de France: cb139521049 (data)
- Gemeinsame Normdatei: 119161834
- International Standard Name Identifier: 0000 0000 6655 4883
- Library of Congress Control Number: n92084482
- MusicBrainz: 83655897-d890-4bea-86e2-ff497cba8072
- Nationale Bibliotheek van Israël: 987007347738305171
- SNAC: w6f617gg
- Virtual International Authority File: 91629069
- WorldCat: E39PBJmTtvBXRVM7gy8hrWBtrq